# Canton de Wassy
Le canton de Wassy est une circonscription électorale française située dans le département de la Haute-Marne et la région Grand Est.

## Géographie
Ce canton est organisé autour de Wassy dans l'arrondissement de Saint-Dizier. Son altitude varie de 114 m (Rives Dervoises) à 302 m (Morancourt).

## Histoire
Par décret du 17 février 2014, le nombre de cantons du département est divisé par deux, avec mise en application aux élections départementales de mars 2015. Le canton de Wassy est conservé et s'agrandit. Il passe de 20 à 24 communes.

## Représentation

### Conseillers d'arrondissement (de 1833 à 1940)
Le canton de Wassy appartenait à l'arrondissement de Wassy jusqu'à sa disparition en 1926.
| Période                                  | Période          | Identité                            | Étiquette    | Qualité |
| ---------------------------------------- | ---------------- | ----------------------------------- | ------------ | --- |
| 1833                                     | 1842             | Antoine Nicolas Perrin-Menaucourt   |              | Banquier, maire de Wassy                                                                                    |
| 1842                                     | 1848             | Dominique Joseph Pissot (1795-1863) |              | Juge de paix à Wassy                                                                                        |
|                                          |                  |                                     |              | |
|                                          | 1887 (démission) | Émile Pissot                        | Monarchiste  | Banquier, maire de Wassy                                                                                    |
| Fév.1887                                 | 1892             | Louis-Octave Collin                 | Républicain  | Docteur-vétérinaire, adjoint au maire de Wassy                                                              |
| 1892                                     | 1913             | Alfred Toussaint                    | Républicain  | Cultivateur à Pont-Varin, Wassy                                                                             |
| 1913                                     | 1940             | Joseph Bouchenot (1868-1941)        | Conservateur | Industriel, maire de Vaux-sur-Blaise                                                                        |
| 1940                                     |                  |                                     |              | Les conseils d'arrondissement ont été suspendus par la loi du 12 octobre 1940 et n'ont jamais été réactivés |
| Les données manquantes sont à compléter. |                  |                                     |              | |

### Conseillers généraux de 1833 à 2015
| Période | Période          | Identité                                     | Étiquette          | Qualité                                                                                            |
| ------- | ---------------- | -------------------------------------------- | ------------------ | -------------------------------------------------------------------------------------------------- |
| 1833    | 1870             | Alexandre Bernardin                          |                    | Avocat puis Président honoraire du Tribunal civil Procureur du Roi à Vassy                         |
| 1870    | 1871             | Alfred Danelle                               | Républicain modéré | Maître de forges (château du Buisson)                                                              |
| 1871    | 1889             | Fernand Danelle-Bernardin                    | Républicain modéré | Maître de forges au Buisson (Louvemont) Député (1874-1887) Sénateur (1887-1916) Maire de Louvemont |
| 1889    | 1901             | Louis Collin                                 | Rad.               | Vétérinaire Maire de Wassy                                                                         |
| 1901    | 1907 (démission) | Paul Festugière                              | Droite             | Maître de forges, maire de Brousseval                                                              |
| 1907    | 1912 (décès)     | Louis Collin                                 | Rad.               | Vétérinaire Maire de Wassy                                                                         |
| 1912    | 1925             | Bernard Viry                                 | URD                | Maître de forges Maire d'Allichamps                                                                |
| 1925    | 1937             | Pierre Guillaumot                            | Rad.               | Médecin à Wassy                                                                                    |
| 1937    | 1940             | Charles de Chanlaire de Clomorat (1876-1967) | URD                | Docteur en droit Conseiller municipal de Wassy Nommé conseiller départemental en 1943              |
|         |                  |                                              |                    | |
| 1945    | 1949 (décès)     | René Boulogne                                | SFIO               | Ebéniste, adjoint au Maire de Wassy                                                                |
| 1949    | 1961             | Louis Cachot                                 | RPF puis DVD       | Commissaire-priseur à Wassy                                                                        |
| 1961    | 1967             | Frédéric Benoît                              | Rad.               | Médecin, maire de Wassy (1945-1952)                                                                |
| 1967    | 1998             | Pierre Niederberger                          | DVD puis UDF       | Médecin à Wassy Président du Conseil Général (1984-1998) Conseiller régional (1986-1998)           |
| 1998    | 2015             | Jacques Labarre                              | DVG                | Enseignant, maire de Wassy (1989-2001)                                                             |

### Conseillers départementaux à partir de 2015
| Période élective | Période élective | Mandat | Mandat   | Identité           | Nuance | Nuance | Qualité |
| ---------------- | ---------------- | ------ | -------- | ------------------ | ------ | ------ | --- |
| 2015             | 2021             | 2015   | 2021     | Laurent Gouverneur |        | DVD    | Instituteur Maire de Montreuil-sur-Blaise Président de la communauté de communes du Val de Blaise Vice-président délégué à l'environnement et au tourisme |
| 2015             | 2021             | 2015   | 2021     | Anne Leduc         |        | DVD    | Infirmière, conseillère municipale de Montier-en-Der (jusqu'en 2020) Présidente de la 2e commission (attractivité des territoires et communication)       |
| 2021             | 2028             | 2021   | en cours | Laurent Gouverneur |        | DVD    | Conseiller sortant 4e Vice-président délégué à l’environnement et au tourisme                                                                             |
| 2021             | 2028             | 2021   | en cours | Anne Leduc         |        | DVD    | Conseillère sortante |

### Résultats détaillés

#### Élections de mars 2015
À l'issue du 1er tour des élections départementales de 2015, deux binômes sont en ballottage : Katia Nehlig et Stéphane Remenant (FN, 38,87 %) et Laurent Gouverneur et Anne Leduc (DVD, 21,42 %). Le taux de participation est de 54,37 % (4 578 votants sur 8 420 inscrits) contre 52,92 % au niveau départemental et 50,17 % au niveau national.
Au second tour, Laurent Gouverneur et Anne Leduc (DVD) sont élus avec 53,2 % des suffrages exprimés et un taux de participation de 54,41 % (2 221 voix pour 4 581 votants et 8 420 inscrits).

#### Élections de juin 2021
Le premier tour des élections départementales de 2021 est marqué par un très faible taux de participation (33,26 % au niveau national). Dans le canton de Wassy, ce taux de participation est de 36,79 % (3 012 votants sur 8 186 inscrits) contre 36,26 % au niveau départemental. À l'issue de ce premier tour, deux binômes sont en ballottage : Laurent Gouverneur et Anne Leduc (DVD, 64,85 %) et Nicolas Leverrier et Florence Renard (RN, 35,15 %).
Le second tour des élections est marqué une nouvelle fois par une abstention massive équivalente au premier tour. Les taux de participation sont de 34,36 % au niveau national, 36,14 % dans le département et 36,97 % dans le canton de Wassy. Laurent Gouverneur et Anne Leduc (DVD) sont élus avec 65,28 % des suffrages exprimés (1 882 voix pour 3 027 votants et 8 187 inscrits),,.

## Composition

### Composition avant 2015

Situation du canton de Wassy dans le département de la Haute-Marne avant 2015.

Le canton de Wassy regroupait 20 communes.
| Nom                     | Code Insee | Codepostal | Superficie (km2) | Population (dernière pop. légale) | Densité (hab./km2) |
| ----------------------- | ---------- | ---------- | ---------------- | --------------------------------- | ------------------ |
| Wassy (chef-lieu)       | 52550      | 52130      | 33,82            | 2 909 (2012)                      | 86                 |
| Allichamps              | 52006      | 52130      | 2,74             | 385 (2012)                        | 141                |
| Attancourt              | 52021      | 52130      | 10,02            | 244 (2012)                        | 24                 |
| Bailly-aux-Forges       | 52034      | 52130      | 10,51            | 133 (2012)                        | 13                 |
| Brousseval              | 52079      | 52130      | 6,01             | 752 (2012)                        | 125                |
| Domblain                | 52169      | 52130      | 5,33             | 92 (2012)                         | 17                 |
| Dommartin-le-Franc      | 52171      | 52110      | 10,03            | 219 (2012)                        | 22                 |
| Doulevant-le-Petit      | 52179      | 52130      | 3,03             | 45 (2012)                         | 15                 |
| Fays                    | 52198      | 52130      | 5,98             | 81 (2012)                         | 14                 |
| Louvemont               | 52294      | 52130      | 20,98            | 724 (2012)                        | 35                 |
| Magneux                 | 52300      | 52130      | 5,80             | 170 (2012)                        | 29                 |
| Montreuil-sur-Blaise    | 52336      | 52130      | 1,36             | 144 (2012)                        | 106                |
| Morancourt              | 52341      | 52110      | 13,92            | 140 (2012)                        | 10                 |
| Rachecourt-Suzémont     | 52413      | 52130      | 3,57             | 110 (2012)                        | 31                 |
| Sommancourt             | 52475      | 52130      | 5,73             | 62 (2012)                         | 11                 |
| Troisfontaines-la-Ville | 52497      | 52130      | 37,88            | 437 (2012)                        | 12                 |
| Valleret                | 52502      | 52130      | 4,76             | 52 (2012)                         | 11                 |
| Vaux-sur-Blaise         | 52510      | 52130      | 7,19             | 385 (2012)                        | 54                 |
| Ville-en-Blaisois       | 52528      | 52130      | 6,89             | 165 (2012)                        | 24                 |
| Voillecomte             | 52543      | 52130      | 14,44            | 500 (2012)                        | 35                 |

### Composition à partir de 2015
À la suite du redécoupage cantonal de 2014, le canton de Wassy regroupait 24 communes.
Après la fusion, au 1er janvier 2016, des communes de Droyes, Longeville-sur-la-Laines, Louze et Puellemontier pour former la commune nouvelle de Rives Dervoises, d'une part, et, d'autre part, de Montier-en-Der et Robert-Magny pour former la commune nouvelle de La Porte du Der, le canton compte désormais vingt communes.
| Nom                           | Code Insee | Intercommunalité               | Superficie (km2) | Population (dernière pop. légale) | Densité (hab./km2) | Modifier                                    |
| ----------------------------- | ---------- | ------------------------------ | ---------------- | --------------------------------- | ------------------ | ------------------------------------------- |
| Wassy (bureau centralisateur) | 52550      | CA Saint-Dizier, Der et Blaise | 33,82            | 2 776 (2022)                      | 82                 | modifier les données · modifier les données |
| Attancourt                    | 52021      | CA Saint-Dizier, Der et Blaise | 10,02            | 275 (2022)                        | 27                 | modifier les données · modifier les données |
| Bailly-aux-Forges             | 52034      | CA Saint-Dizier, Der et Blaise | 10,51            | 133 (2022)                        | 13                 | modifier les données · modifier les données |
| Brousseval                    | 52079      | CA Saint-Dizier, Der et Blaise | 6,01             | 625 (2022)                        | 104                | modifier les données · modifier les données |
| Ceffonds                      | 52088      | CA Saint-Dizier, Der et Blaise | 36,52            | 658 (2022)                        | 18                 | modifier les données · modifier les données |
| Dommartin-le-Franc            | 52171      | CA Saint-Dizier, Der et Blaise | 10,03            | 243 (2022)                        | 24                 | modifier les données · modifier les données |
| Doulevant-le-Petit            | 52179      | CA Saint-Dizier, Der et Blaise | 3,03             | 16 (2022)                         | 5,3                | modifier les données · modifier les données |
| Frampas                       | 52206      | CA Saint-Dizier, Der et Blaise | 10,22            | 155 (2022)                        | 15                 | modifier les données · modifier les données |
| Laneuville-à-Rémy             | 52266      | CA Saint-Dizier, Der et Blaise | 5,96             | 66 (2022)                         | 11                 | modifier les données · modifier les données |
| Montreuil-sur-Blaise          | 52336      | CA Saint-Dizier, Der et Blaise | 1,36             | 132 (2022)                        | 97                 | modifier les données · modifier les données |
| Morancourt                    | 52341      | CA Saint-Dizier, Der et Blaise | 13,92            | 132 (2022)                        | 9,5                | modifier les données · modifier les données |
| Planrupt                      | 52391      | CA Saint-Dizier, Der et Blaise | 8,33             | 315 (2022)                        | 38                 | modifier les données · modifier les données |
| La Porte du Der               | 52331      | CA Saint-Dizier, Der et Blaise | 47,21            | 2 112 (2022)                      | 45                 | modifier les données · modifier les données |
| Rachecourt-Suzémont           | 52413      | CA Saint-Dizier, Der et Blaise | 3,57             | 106 (2022)                        | 30                 | modifier les données · modifier les données |
| Rives Dervoises               | 52411      | CA Saint-Dizier, Der et Blaise | 76,70            | 1 306 (2022)                      | 17                 | modifier les données · modifier les données |
| Sommevoire                    | 52479      | CA Saint-Dizier, Der et Blaise | 32,68            | 648 (2022)                        | 20                 | modifier les données · modifier les données |
| Thilleux                      | 52487      | CA Saint-Dizier, Der et Blaise | 9,71             | 62 (2022)                         | 6,4                | modifier les données · modifier les données |
| Vaux-sur-Blaise               | 52510      | CA Saint-Dizier, Der et Blaise | 7,19             | 347 (2022)                        | 48                 | modifier les données · modifier les données |
| Ville-en-Blaisois             | 52528      | CA Saint-Dizier, Der et Blaise | 6,89             | 148 (2022)                        | 21                 | modifier les données · modifier les données |
| Voillecomte                   | 52543      | CA Saint-Dizier, Der et Blaise | 14,44            | 515 (2022)                        | 36                 | modifier les données · modifier les données |
| Canton de Wassy               | 5217       |                                | 348,12           | 10 770 (2022)                     | 31                 | modifier les données                        |

## Démographie

### Démographie avant 2015
| 1962  | 1968  | 1975  | 1982  | 1990  | 1999  | 2006  | 2011  | 2012  |
| ----- | ----- | ----- | ----- | ----- | ----- | ----- | ----- | ----- |
| 8 834 | 8 827 | 8 454 | 8 631 | 8 374 | 8 166 | 7 860 | 7 782 | 7 749 |

### Démographie depuis 2015
En 2022, le canton comptait 10 770 habitants, en évolution de −5,07 % par rapport à 2016 (Haute-Marne : −4,62 %, France hors Mayotte : +2,11 %).
| 2013   | 2018   | 2022   |
| ------ | ------ | ------ |
| 11 484 | 11 211 | 10 770 |